# Daume
Daume Co., Ltd. (яп. 株式会社 童夢, Kabushiki Gaisha Dōmu) — японська аніме-студія, заснована у 1993 році з головним офісом у районі Суґінамі, Токіо.

## Історія
Компанія заснована 18 травня 1993 року. Спочатку мала назву «Studio Daume», проте змінила її після перетворення у 1995 році компанії на акціонерне товариство. В основі походження назви компанії — один з творів японського поета Тачіхари Мічідзо. До 1998 року студія спеціалізувалася лише на створенні OVA, з 1999 року пріоритет змістився у бік виробництва аніме-серіалів.

## Роботи

### Телевізійні аніме-серіали
| Рік  | Заголовок                                          | Примітки                           | Посилання   |
| ---- | -------------------------------------------------- | ---------------------------------- | ----------- |
| 1992 | Yu Yu Hakusho: Ghost Files                         | у співпраці                        | [ 4 ]       |
| 1999 | D4 Princess                                        | у співпраці (анімація)             | [ 5 ] [ 4 ] |
| 1999 | Bubu Chacha                                        |                                    | [ 6 ] [ 5 ] |
| 2001 | Hanaukyō Meido Tai                                 |                                    | [ 5 ]       |
| 2001 | I Love! BuBu ChaCha                                |                                    | [ 5 ]       |
| 2002 | Onegai Teacher                                     | у співпраці (анімація)             | [ 5 ] [ 4 ] |
| 2003 | Texhnolyze                                         | у співпраці (допомога з анімацією) | [ 4 ]       |
| 2003 | Onegai Twins                                       |                                    | [ 5 ]       |
| 2004 | Hanaukyō Meido Tai: La Vérité                      |                                    | [ 5 ]       |
| 2004 | DearS                                              |                                    | [ 5 ]       |
| 2005 | DearS: Kane no Tama desu no?                       |                                    | [ 5 ]       |
| 2005 | Strawberry Marshmallow                             | у співпраці (анімація)             | [ 4 ] [ 5 ] |
| 2006 | Tona-Gura!                                         |                                    | [ 5 ]       |
| 2006 | Yoake Mae yori Ruriiro na                          | у співпраці (анімація)             | [ 4 ] [ 5 ] |
| 2007 | Minami-ke                                          |                                    | [ 5 ]       |
| 2010 | Shiki                                              |                                    | [ 5 ]       |
| 2011 | Penguindrum                                        | у співпраці (ключова анімація)     | [ 4 ]       |
| 2012 | Arashi no Yoru ni                                  | у співпраці (допомога з анімацією) | [ 4 ]       |
| 2013 | GJ Club                                            | у співпраці                        | [ 4 ]       |
| 2015 | The Rolling Girls                                  | у співпраці                        | [ 4 ]       |
| 2015 | Sakurako-san no Ashimoto ni wa Shitai ga Umatteiru | у співпраці                        | [ 4 ]       |

### OVA
| Рік  | Заголовок                         | Примітки               | Посилання   |
| ---- | --------------------------------- | ---------------------- | ----------- |
| 1992 | Bite Me! Chameleon                | у співпраці            | [ 4 ]       |
| 1995 | El Hazard: The Magnificent World  | у співпраці            | [ 4 ]       |
| 1996 | Ojōsama Sōsamō                    | у співпраці            | [ 4 ]       |
| 1996 | Idol Fighter Su-Chi-Pai           | у співпраці (анімація) | [ 4 ] [ 5 ] |
| 1998 | Gunbare! Game Tengoku 2           | у співпраці            | [ 4 ] [ 5 ] |
| 2001 | Hanaukyō Meido Tai                |                        | [ 5 ]       |
| 2002 | Onegai Teacher: Himitsu na Futari |                        | [ 5 ]       |
| 2004 | Le Portrait de Petit Cossette     |                        | [ 5 ]       |
| 2004 | Onegai Twins                      |                        | [ 5 ]       |
| 2004 | Ichigeki Sacchu!! HoiHoi-san      | у співпраці (анімація) | [ 4 ] [ 5 ] |
| 2005 | Strawberry Marshmallow: Prologue  |                        | [ 5 ]       |
| 2007 | Strawberry Marshmallow OVA        |                        | [ 5 ]       |
| 2007 | Koharu Biyori                     |                        | [ 5 ]       |
| 2009 | Strawberry Marshmallow Encore     |                        | [ 5 ]       |